# Marc Serrano
Pour les articles homonymes, voir Serrano.
Marc Serrano, né Christol le 16 avril 1978 à Nîmes (France, département du Gard), est un matador français.

## Biographie
Issu de l'école taurine de sa ville natale, il participe à sa première novillada sans picador le 19 août 1993 aux Saintes-Maries-de-la-Mer devant des becerros de la ganadería du Laget en compagnie de Ludovic Lelong « Luisito » et Charlie Laloë « El Lobo ». Sa première novillada piquée a lieu en Espagne à Arnedo (communauté autonome de la Rioja).
Il prend son alternative le 8 juin 2000, à Nîmes  devant le taureau Fusilero 9 de l'élevage de Célestino Cuadri, avec pour parrain El Zotoluco et pour témoin José Luis Moreno.
Le 20 août 2000, il se présente à Benalmádena, province de Malaga, (Andalousie) en compagnie de El Cid.
Toréant essentiellement en France, où il a triomphé dans plusieurs arènes de première catégorie, il est également apprécié en Espagne pour sa technique, mais il n'atteint pas le niveau de figura internationale. Il garde cependant une place honorable à l'escalafón : en 2009 il figurait à la 85e place avec 12 taureaux combattus ; en 2012, il remontait à la 68e place avec 15 taureaux combattus. 
Il a été gravement blessé en juin 2011 à Nîmes.
Il  fait partie de l'Association des Matadors de Taureaux Français (AMTF), présidée  par Lionel Rouff « Morenito de Nîmes », et qui a pour membres fondateurs Swan Soto, Charlie Laloë « El Lobo », Jean-Baptiste Jalabert, Sébastien Castella (porte-parole du Sud-est), Julien Lescarret (secrétaire), Julien Miletto, Mehdi Savalli, Jérémy Banti (trésorier), Jonathan Veyrunes, Camille Juan, Román Pérez, Marco Leal, Thomas Joubert, Patrick Oliver et Thomas Dufau (porte-parole du Sud-ouest).